# Ato Único Europeu

Países que ratificaram o AUE.

Ato Único Europeu (AUE) foi assinado a 17 de fevereiro de 1986 e estabeleceu entre os Estados-Membros as fases e o calendário das medidas necessárias para a realização do Mercado Interno em 1992. Tratava-se de um instrumento institucional novo que alterou pela primeira vez o Tratado de Roma, consagrando o regresso ao voto maioritário no Conselho Europeu, na medida em que alargava o campo das decisões maioritárias ao domínio do mercado interno.

## Etapas
As principais etapas que conduziram à assinatura do AUE foram as seguintes:
- Declaração Solene de Estugarda, Alemanha, de 19 de junho de 1983

Este documento, elaborado com base no plano do Ministro dos Negócios Estrangeiros alemão, Hans-Dietrich Genscher, e do seu homólogo italiano, Emilio Colombo, é acompanhado de declarações dos Estados-Membros sobre os objetivos a alcançar em termos de relações interinstitucionais, de competências comunitárias e de cooperação política. Os Chefes de Estado e de Governo comprometem-se a reexaminar os progressos registados nestes domínios e a decidir se se justifica incorporá-los num Tratado da União Europeia.
- Projecto de Tratado que institui a União Europeia

Por iniciativa do deputado italiano Altiero Spinelli, é criada a Comissão Parlamentar dos Assuntos Institucionais para elaborar um tratado que substitua as Comunidades existentes por uma União Europeia. O Parlamento Europeu adota o projeto de Tratado em 14 de fevereiro de 1984.
- Conselho Europeu de Fontainebleau de 25 e 26 de Junho de 1984

Com base no projeto de Tratado do Parlamento, as questões institucionais são analisadas por um comité "ad hoc" composto por representantes pessoais dos Chefes de Estados e de Governo e presidido pelo senador irlandês Dooge. O relatório do Comité Dooge insta o Conselho Europeu a convocar uma Conferência Intergovernamental para negociar o Tratado da União Europeia.
- Livro Branco de 1985 sobre o mercado interno

A Comissão, por iniciativa do seu presidente, Jacques Delors, publica um Livro Branco em que identifica 279 medidas legislativas necessárias para a realização do mercado interno. Propõe igualmente um calendário e a data-limite de 31 de Dezembro de 1992 para a realização desse objetivo.

## Objetivo
Um dos principais objetivos do Ato Único era o de eliminar as fronteiras internas técnicas e físicas, que se colocavam à livre circulação dos cidadãos e das mercadorias. Ao mesmo tempo, isentava de impostos as mercadorias em trânsito que tivessem sido adquiridas em outros estados-membros. O AUE sublinhava também a importância a dar à investigação e ao desenvolvimento tecnológico, à coesão económica e social e à melhoria das condições de trabalho.
O francês Jacques Delors, Presidente da Comissão Europeia de 1985 a 1994 foi o principal inspirador do Ato Único Europeu, que entrou em vigor a 1 de Julho de 1987.

## Cronologia
| Assinado Em vigor Tratado          | 1948 Tratado de Bruxelas                                        | 1951 1952 Tratado de Paris      | 1954 1955 Modificações no Tratado de Bruxelas | 1957 1958 Tratado de Roma                     | 1965 1967 Tratado de Fusão                    | 1975 N/A Conclusão do Conselho Europeu        | 1985 Tratado de Schengen                     | 1986 1987 Ato Único Europeu                  | 1992 1993 Tratado de Maastricht              | 1992 1993 Tratado de Maastricht | 1997 1999 Tratado de Amesterdão | 2001 2003 Tratado de Nice | 2007 2009 Tratado de Lisboa | 2007 2009 Tratado de Lisboa |  |
|                                    |                                                                 |                                 |                                               |                                               |                                               |                                               |                                              |                                              |                                              |                                 |                                 |                           |                             |                             |  |
| Os Três Pilares da União Europeia: |                                                                 |                                 |                                               |                                               |                                               |                                               |                                              |                                              |                                              |                                 |                                 |                           |                             |                             |  |
| Comunidades Europeias              |                                                                 |                                 |                                               |                                               |                                               |                                               |                                              |                                              |                                              |                                 |                                 |                           |                             |                             |  |
|                                    | Comunidade Europeia da Energia Atómica (EURATOM)                |                                 |                                               |                                               |                                               |                                               |                                              |                                              |                                              |                                 |                                 |                           |                             |                             |  |
|                                    |                                                                 |                                 | Comunidade Europeia do Carvão e do Aço (CECA) | Comunidade Europeia do Carvão e do Aço (CECA) | Comunidade Europeia do Carvão e do Aço (CECA) | Comunidade Europeia do Carvão e do Aço (CECA) | Tratado expirou em 2002                      | Tratado expirou em 2002                      | Tratado expirou em 2002                      |                                 | União Europeia (UE)             | União Europeia (UE)       |                             |                             |  |
|                                    |                                                                 |                                 | Comunidade Económica Europeia (CEE)           |                                               |                                               |                                               |                                              |                                              |                                              |                                 | União Europeia (UE)             | União Europeia (UE)       |                             |                             |  |
|                                    |                                                                 |                                 |                                               | Acordo de Schengen                            |                                               |                                               | Comunidade Europeia (CE)                     | Comunidade Europeia (CE)                     |                                              |                                 | União Europeia (UE)             | União Europeia (UE)       |                             |                             |  |
|                                    |                                                                 | TREVI                           | TREVI                                         | TREVI                                         | Justiça e Assuntos Internos (JHA)             |                                               | Comunidade Europeia (CE)                     | Comunidade Europeia (CE)                     |                                              |                                 | União Europeia (UE)             | União Europeia (UE)       |                             |                             |  |
|                                    | Cooperação entre Polícia e Justiça em Matérias Criminais (PJCC) | TREVI                           | TREVI                                         | TREVI                                         | Justiça e Assuntos Internos (JHA)             |                                               |                                              |                                              |                                              |                                 | União Europeia (UE)             | União Europeia (UE)       |                             |                             |  |
|                                    |                                                                 |                                 |                                               |                                               | Cooperação Política Europeia (CPE)            | Política Externa e de Segurança Comum (CFSP)  | Política Externa e de Segurança Comum (CFSP) | Política Externa e de Segurança Comum (CFSP) | Política Externa e de Segurança Comum (CFSP) |                                 | União Europeia (UE)             | União Europeia (UE)       |                             |                             |  |
| Organismos não consolidados        | Organismos não consolidados                                     | União da Europa Ocidental (UEO) | União da Europa Ocidental (UEO)               | União da Europa Ocidental (UEO)               | União da Europa Ocidental (UEO)               | União da Europa Ocidental (UEO)               | União da Europa Ocidental (UEO)              |                                              |                                              |                                 |                                 | União Europeia (UE)       |                             |                             |  |
| Organismos não consolidados        | Organismos não consolidados                                     | União da Europa Ocidental (UEO) | União da Europa Ocidental (UEO)               | União da Europa Ocidental (UEO)               | União da Europa Ocidental (UEO)               | União da Europa Ocidental (UEO)               | União da Europa Ocidental (UEO)              | Tratado encerrado em 2011                    |                                              |                                 |                                 |                           |                             |                             |  |
|                                    |                                                                 |                                 |                                               |                                               |                                               |                                               |                                              |                                              |                                              |                                 |                                 | v d e                     |                             |                             |  |